# Qadesch
Qadesch, auch Kadesch, Qedeschet oder Qadschu, ist eine altägyptische Schutzgottheit, die ursprünglich im syrisch/kanaanäischen Raum verehrt wurde.
Im Alten Ägypten ist Qadesch beziehungsweise Qedeschet von der 18. bis zur 20. Dynastie belegt. Sie wurde unter anderem als Schutzgottheit gegen Krankheitsdämonen angerufen. Daneben galt sie als Göttin der heiligen Ekstase und des sexuellen Vergnügens. Qadesch bildete später mit Min und Reschef eine eigene Götter-Triade. Verbindungen gibt es auch mit der ägyptischen Hathor und den vorderasiatischen Göttinnen Astarte und Anat.
Meist wird Qadesch frontal als nackte Frau dargestellt, die auf dem Rücken eines Löwen steht; eine gefleckte Schlange und Lotusblumen in den Händen.